# Filterfaktor
Der Filterfaktor, auch Verlängerungsfaktor genannt, gibt Auskunft darüber, wie viel länger ein Film belichtet werden muss, um bei dem Einsatz eines Filters (zum Beispiel eines Farbfilters oder eines Neutraldichtefilters) und bei einem identisch grauen Motiv dieselbe Belichtung zu erzielen. Ein Filterfaktor von 2 erfordert zum Beispiel eine Belichtungsverlängerung um eine Blende oder eine Verdoppelung der Belichtungszeit.